# Tubificoides aculeatus
Tubificoides aculeatus är en ringmaskart som först beskrevs av Cook 1969.  Tubificoides aculeatus ingår i släktet Tubificoides och familjen glattmaskar. Arten är reproducerande i Sverige. Inga underarter finns listade i Catalogue of Life.